# Dick Ricketts
Richard James Ricketts jr., detto Dick (Pottstown, 4 dicembre 1933 – Rochester, 6 marzo 1988), è stato un cestista e giocatore di baseball statunitense, professionista nella NBA e nella MLB.

## Carriera
Venne selezionato dai Milwaukee Hawks al primo giro del Draft NBA 1955 (1ª scelta assoluta).

## Palmarès

### Pallacanestro
- NCAA AP All-America First Team (1955)
- NCAA AP All-America Second Team (1954)
- Campione NIT (1955)